# Lorenzo Giustino
Lorenzo Giustino (* 10. September 1991 in Neapel) ist ein italienischer Tennisspieler.

## Karriere
Giustino spielt hauptsächlich auf der ATP Challenger Tour und der ITF Future Tour. Auf der Future Tour gewann er bislang neun Einzel- und zwei Doppeltitel.
2014 scheiterte er bei den Australian Open und den French Open jeweils in der Qualifikationsrunde, in Wimbledon bereits in der ersten Qualifikationsrunde, für die US Open konnte er sich nicht qualifizieren. Im Juni 2018 konnte er seinen ersten Titel auf der Challenger Tour gewinnen. An der Seite von Gonçalo Oliveira setzte er sich bei dem Turnier in Schymkent in der Doppelkonkurrenz durch.
In der deutschen Bundesliga spielte er 2011 für den TV von 1926 Osterath und 2013 für den Tennis-Club 1. FC Nürnberg, jeweils in der 2. Liga. 2014 war er im Team des Erstligisten TC Blau-Weiss Neuss.

## Erfolge
| Legende (Anzahl der Siege)  |
| Grand Slam                  |
| ATP World Tour Finals       |
| ATP World Tour Masters 1000 |
| ATP World Tour 500          |
| ATP World Tour 250          |
| ATP Challenger Tour (2)     |

### Einzel

#### Turniersiege
| Nr. | Datum        | Turnier   | Belag | Finalgegner    | Ergebnis |
| --- | ------------ | --------- | ----- | -------------- | -------- |
| 1.  | 9. Juni 2019 | Almaty II | Sand  | Federico Coria | 6:4, 6:4 |

### Doppel

#### Turniersiege
| Nr. | Datum        | Turnier   | Belag | Partner          | Finalgegner                   | Ergebnis  |
| --- | ------------ | --------- | ----- | ---------------- | ----------------------------- | --------- |
| 1.  | 8. Juni 2018 | Schymkent | Sand  | Gonçalo Oliveira | Lucas Miedler Sebastian Ofner | 6:2, 7:64 |